# Карпоглифусиоз
Карпоглифусиоз (Carpoglyphiosis) — акариаз, вызванный клещами рода Carpoglyphus, характеризуется главным образом дерматитом.
Carpoglyphus passularum вызывает дерматит у работающих с фигами. Болезнь характеризуется раздражением кожи. На руках, предплечьях, лице и т.д. возникают многочисленные красные папулы. 
Винный клещ Carpoglyphus lactis (Linnaeus) живёт на субстратах, содержащих молочную, уксусную или янтарную кислоты — на сухофруктах и т.д. Известны аллергические реакции на антигены этого клеща. Carpoglyphus lactis (Linnaeus) может вызывать у человека акариаз кожи — дерматит dried-fruit-mite itch (англ.), экзему, акариаз лёгкого, дуоденальную язву, акариаз кишечника. Этого клеща находят и в моче (см. Уринарный акариаз).
См. также Акародерматиты, Клещевая сенсибилизация.